# 오니시 겐야
오니시 겐야(일본어: 大西研也, 1995년 7월 27일 ~ )는 일본기원 소속의 일본의 바둑 기사이다.

## 생애 및 입문
지바현 출신으로 2012년에 입단했다.

## 입상 및 경력
- 2012년 입문 (초단)
- 2014년 2단 승단
- 2016년 3단 승단
- 2018년 제43기 일본 신인왕전 준우승 (상대 히로세 유이치 2단)
- 2019년 4단 승단
- 2023년 5단 승단(2022 상금랭킹의 의한 승단)
- 2024년 6단 승단(2023 상금랭킹의 의한 승단)